# Vain taivas tietää
Vain taivas tietää è l'album di debutto della cantante finlandese Taina Kokkonen, pubblicato nel 2000 su etichetta discografica Sonet Records.

## Tracce
1. Tauno ja ansa – 2:36
2. Poika muukalainen – 3:13
3. Tuomenkukkia – 3:07
4. Kesäyön unelma – 3:34
5. Valoa ikkunassa – 4:00
6. Vain taivas tietää – 3:35
7. Anthony – 3:27
8. Ei mikään tavallinen lauantai – 2:31
9. Kaupungin valot – 3:08
10. Yötaivaan taikaa – 4:42
11. Toinen tyttö oikealta – 4:24
12. Ei hetken hurmaa – 3:03
13. Tää on meidän yö – 3:53
14. Sanaton rakkaus – 4:44

## Classifiche
| Classifica (2000) | Posizione massima |
| ----------------- | ----------------- |
| Finlandia         | 29                |